# Simeulue (jezik)
Simeulue jezik (long bano, simalur, simeuloë, simulul; ISO 639-3: smr), austronezijski jezik s otoka Simeulue, Babi i Banjak srodan sa Sikule [skh] i Niaskim jezikom [nia].
Pripada malajsko-polinezijskoj skupini sumatranskih jezika (Idanašnji sjeverozapadni sumatranski jezici), i nekadašnjoj sjevernosumatranskoj podskupini. 30.000 govornika.

## Vanjske poveznice
- Ethnologue (14th)
- Ethnologue (15th)